# A Kylie Christmas (tour)
A Kylie Christmas è una serie di concerti natalizi tenuti dalla cantautrice australiana Kylie Minogue alla Royal Albert Hall di Londra, a supporto del suo tredicesimo album in studio Kylie Christmas (2015). Nel 2015 lo spettacolo si è svolto l'11 dicembre, mentre nel 2016 si sono tenute due date: il 9 e il 10 dicembre per il lancio della ri-edizione dell'album, Kylie Christmas: Snow Queen Edition.
Minogue ha eseguito principalmente brani tratti da Kylie Christmas e dalla sua riedizione, includendo però anche alcuni dei suoi successi precedenti.

## Sviluppo

### Antefatti
Dopo l’uscita del suo primo album natalizio, Kylie Christmas, nel 2015, Kylie ha annunciato il 2 ottobre 2015 che avrebbe tenuto uno spettacolo di Natale alla Royal Albert Hall di Londra l’11 dicembre dello stesso anno. Lo spettacolo ha fatto il tutto esaurito e, alla fine del concerto, prima di cantare I Wish It Could Be Christmas Every Day, ha chiesto al pubblico se lo show dovesse diventare un appuntamento annuale. Dannii Minogue ha duettato con Kylie nel loro singolo 100 Degrees.
Nell’ottobre del 2016 è stato annunciato che una Snow Queen Edition del suddetto album natalizio sarebbe uscita a fine novembre, e poco dopo è stato confermato che Kylie avrebbe tenuto altri due concerti alla Royal Albert Hall il 9 e 10 dicembre 2016.
Nel 2016, Kylie ha rivelato che la direzione della Royal Albert Hall le aveva chiesto di prenotare una nuova data per l’anno successivo appena un’ora dopo la fine del concerto del 2015. Ha inoltre annunciato che gli spettacoli del 2016 sarebbero stati diversi da quello dell’anno precedente, includendo nuovi brani e alcuni ospiti a sorpresa. Tra questi, Olly Alexander, John Grant e Katherine Jenkins.

### Costumi
Tutti i costumi dello spettacolo sono stati realizzati da Dolce & Gabbana. A Kylie Christmas segna quindi la quinta volta che il duo di stilisti italiani realizza gli abiti di scena per una tournée della Minogue (KylieFever2002, Showgirl: Homecoming Tour, Aphrodite: Les Folies Tour, Kiss Me Once Tour).
Domenico Dolce e Stefano Gabbana hanno in merito affermato: "Amiamo il Natale e siamo stati felicissimi di creare alcuni look speciali per la nostra "Piccola Principessa" in occasione di questo meraviglioso evento alla Royal Albert Hall. Abbiamo collaborato con Kylie molte volte nel corso degli anni e insieme abbiamo dato vita a tanti momenti magici! Questa volta siamo più felici che mai, perché stiamo celebrando insieme il periodo più speciale dell’anno. Questa serata resterà per sempre nei nostri cuori e nelle nostre menti!".

### Merchandising
Come di consueto, Kylie ha commerciato una linea di merchandising appositamente creato per l'evento. In particolare, è stato realizzato un libro fotografico sia per il concerto del 2015 che per quelli del 2016.

## Sinossi

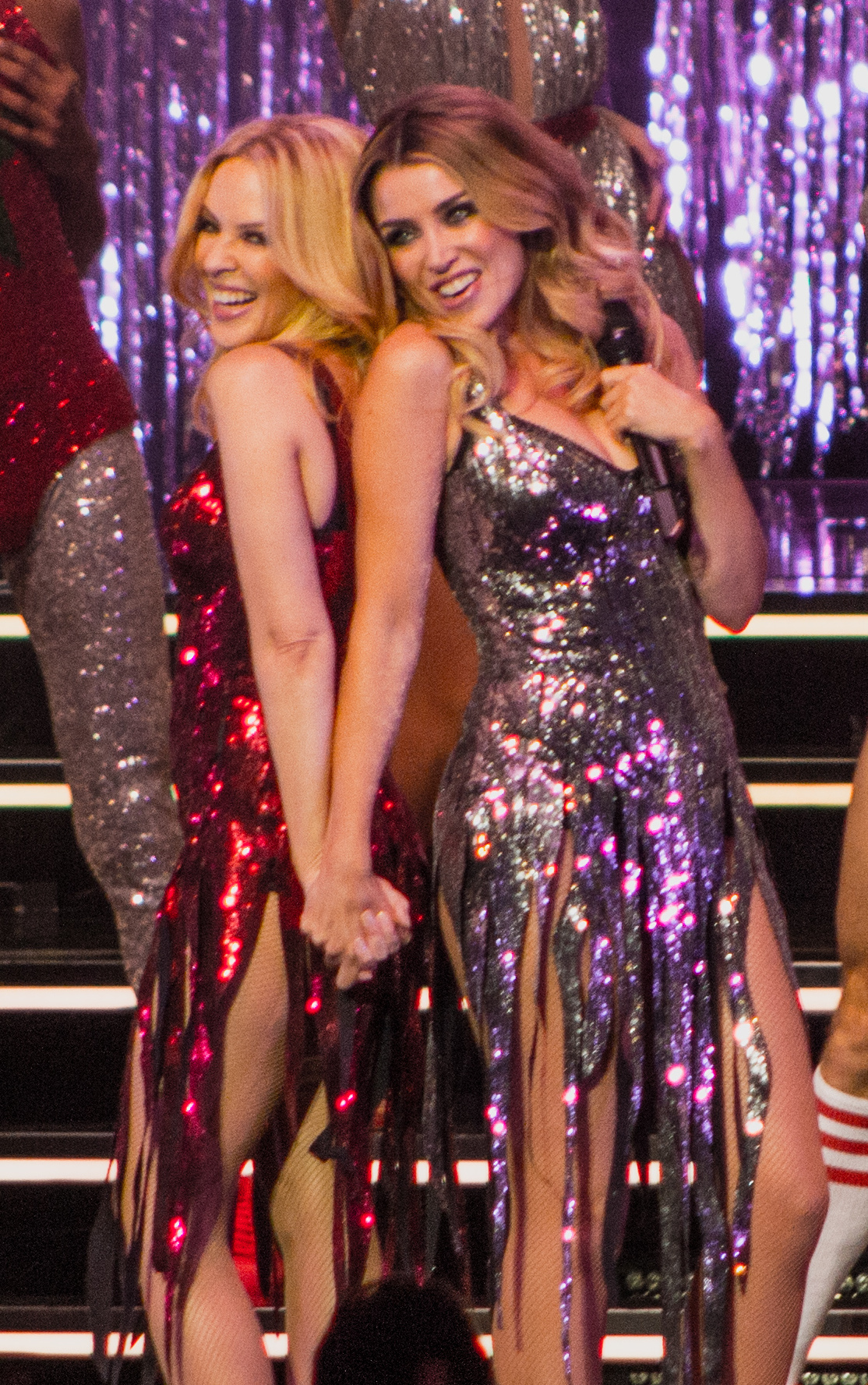
Kylie e Dannii in duetto

### A Kylie Christmas2015
Il primo atto dello spettacolo si è articolato in due parti, con un intervallo tra l'una e l'altra. L’apertura è stata affidata a cinque brani natalizi eseguiti, dopo i quali Kylie ha annunciato che nel corso della serata ci sarebbero stati anche alcuni dei suoi classici. Ha quindi cantato Wow, seguita da altri due brani tratti da Kylie Christmas. Dopo un cambio d’abito e un breve intermezzo orchestrale con archi, Kylie è tornata sul palco con il suo successo mondiale Can't Get You Out of My Head, per poi eseguire in duetto con Chrissie Hynde la canzone 2000 Miles. Ha quindi chiuso Christmas Isn't Christmas 'Til You Get Here.
La seconda parte dello show si è aperta con una sequenza in stile disco, durante la quale Kylie ha eseguito On A Night Like This, Spinning Around e Your Disco Needs You. In seguito ha condiviso il palco con la sorella Dannii per il brano natalizio 100 Degrees, segnando così il loro primo duetto televisivo dopo trent’anni. Dopo un altro cambio d’abito, Kylie ha continuato con altri due brani natalizi, Santa Baby e Let It Snow!, e ha coinvolto il pubblico in una versione a cappella di Twelve Days of Christmas e Jingle Bell Rock, chiudendo con la versione The Abbey Road Sessions di The Loco-Motion. L'interludio White Diamond, già utilizzato nel tour For You, for Me, ha introdotto una versione ballata di I Believe in You e una versione solista di Only You, prima di concludere il corpo principale del concerto con Love at First Sight, All the Lovers e Celebration.
L'encore si è aperto con un singalong su Especially for You, e si è concluso con un coinvolgente momento corale su I Wish It Could Be Christmas Every Day, brano poi incluso nella riedizione dell’album Kylie Christmas: Snow Queen Edition.

### A Kylie Christmas2016

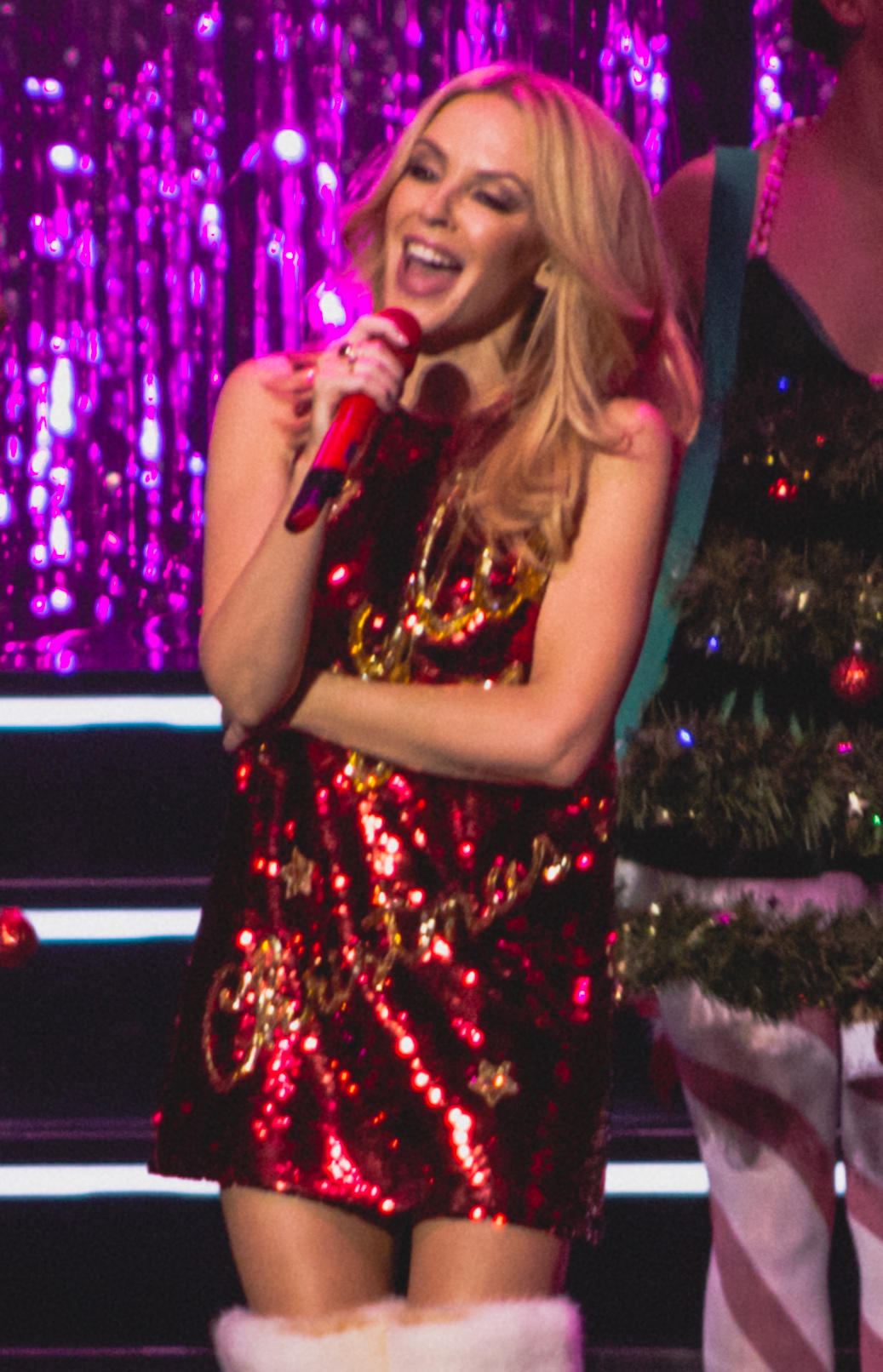
Kylie in un momento dello show

La scaletta dello spettacolo è rimasta in gran parte simile a quella del concerto del 2015, ma ha incluso i nuovi brani tratti dalla Snow Queen Edition e alcuni nuovi costumi, sempre disegnati da Dolce & Gabbana.
Lo show si è aperto nuovamente con It's the Most Wonderful Time of the Year, seguito da altri quattro brani natalizi, tra cui Wonderful Christmastime e Santa Claus Is Coming to Town. La seconda parte è stata completamente rinnovata: Kylie è apparsa in total white per eseguire la versione Abbey Road  di Come Into My World. A seguire, ha cantato Confide in Me in duetto con John Grant, e poi The One, proposta nello stesso stile del tour For You, for Me.
La terza sezione è cominciata con Better the Devil You Know, eseguita in duetto con Olly Alexander degli Years & Years. Kylie ha poi interpretato Celebration e Stay Another Day.
La seconda metà dello spettacolo si è aperta con la sezione disco, in cui sono stati eseguiti Your Disco Needs You (in duetto con Katherine Jenkins), 100 Degrees, Spinning Around e Christmas Lights.
La penultima parte ha incluso la versione jazz di The Loco-Motion, già presentata nei tour Showgirl e Homecoming, la versione Abbey Road di Can't Get You Out of My Head, oltre a Everybody's Free (To Feel Good) e Night Fever. Il set prosegue con Love at First Sight e All the Lovers.
L'encore si è chiuso con tre brani: Silent Night, Especially for You e I Wish It Could Be Christmas Every Day.

## Scaletta
| Atto I - Intro: Overture (contiene elementi di Let It Snow!, Only You, Spinning Around e All the Lovers) 1. It's the Most Wonderful Time of the Year 2. I'm Gonna Be Warm This Winter 3. Santa Claus Is Coming to Town 4. Oh Santa 5. Christmas Wrapping 6. Wow 7. Winter Wonderland 8. Every Day's Like Christmas Atto II 1. Can't Get You Out of My Head 2. 2000 Miles (con Chrissie Hynde) 3. Christmas Isn't Christmas 'Til You Get Here Atto III 1. On A Night Like This 2. 100 Degrees (con Dannii Minogue) 3. Spinning Around 4. Your Disco Needs You Atto IV 1. Santa Baby 2. Let It Snow! Let It Snow! Let It Snow! 3. Twelve Days of Christmas (improvvisata col pubblico) 4. The Loco-Motion (versione The Abbey Road Sessions) Atto V - Interludio: White Diamond Theme (versione For You, for Me) 1. I Believe in You (versione The Abbey Road Sessions) 2. Only You 3. Love at First Sight 4. All the Lovers 5. Celebration Encore 1. Especially for You 2. I Wish It Could Be Christmas Every Day | Atto I - Intro: Overture (contiene elementi di Let It Snow!, Only You, Spinning Around e All the Lovers) 1. It's the Most Wonderful Time of the Year 2. Wonderful Christmastime 3. Santa Claus Is Coming to Town 4. Oh Santa 5. Christmas Wrapping 6. At Christmas Atto II 1. Come into My World 2. Confide in Me (con John Grant) 3. The One Atto III 1. Better the Devil You Know (con Olly Alexander) 2. Celebration 3. Stay Another Day Atto IV 1. Your Disco Needs You (con Katherine Jenkins) 2. 100 Degrees 3. Spinning Around 4. Christmas Lights Atto V 1. The Loco-Motion (versione Showgirl: Homecoming Tour) 2. Let It Snow! Let It Snow! Let It Snow! 3. Santa Baby 4. Can't Get You Out of My Head 5. Night Fever 6. Everybody's Free (To Feel Good) 7. Love at First Sight 8. All the Lovers Encore 1. Silent Night 2. Especially for You 3. I Wish It Could Be Christmas Every Day |

## Date
| Date             | Città  | Nazione     | Luogo             |
| ---------------- | ------ | ----------- | ----------------- |
| 11 dicembre 2015 | Londra | Regno Unito | Royal Albert Hall |
| 9 dicembre 2016  | Londra | Regno Unito | Royal Albert Hall |
| 10 dicembre 2016 | Londra | Regno Unito | Royal Albert Hall |

## Registrazioni e broadcasting

### A Kylie Christmas – Live from the Royal Albert Hall 2015
Lo spettacolo dell'11 dicembre 2015 è stato registrato professionalmente e pubblicato col titolo A Kylie Christmas – Live from the Royal Albert Hall 2015, ed è il dodicesimo film-concerto pubblicato da Kylie Minogue. La produzione è stata commissionata da Sky Arte, con la regia di Paul Dugdale.
Lo speciale televisivo è stato trasmesso per la prima volta su Sky Arts il 17 dicembre 2015, per poi andare in onda su Sky One il giorno di Natale. Il film è stato distribuito su iTunes  e Apple Music il 25 novembre 2016, in concomitanza con l'uscita dell’edizione Snow Queen dell’album Kylie Christmas. Il concerto è successivamente stato ritirato dalle piattaforme.
Il film concerto include l'intero spettacolo, meno per le performance di Spinning Around, Twelve Days of Christmas e Love at First Sight.

#### Tracce
| No.           | Titolo                                        |       |
| 1.            | "Overture"                                    |       |
| 2.            | "It's the Most Wonderful Time of the Year"    |       |
| 3.            | "I'm Gonna Be Warm This Winter"               |       |
| 4.            | "Santa Claus Is Coming to Town"               |       |
| 5.            | "Christmas Wrapping"                          |       |
| 6.            | "Wow"                                         |       |
| 7.            | "Every Day's Like Christmas"                  |       |
| 8.            | "Can't Get You Out of My Head"                |       |
| 9.            | "2000 Miles" (With Chrissie Hynde)            |       |
| 10.           | "Christmas Isn't Christmas 'Til You Get Here" |       |
| 11.           | "On a Night Like This"                        |       |
| 12.           | "100 Degrees" (With Dannii Minogue)           |       |
| 13.           | "Your Disco Needs You"                        |       |
| 14.           | "Santa Baby"                                  |       |
| 15.           | "Let It Snow"                                 |       |
| 16.           | "The Locomotion"                              |       |
| 17.           | "White Diamond Theme" (Interlude)             |       |
| 18.           | "I Believe in You"                            |       |
| 19.           | "Only You"                                    |       |
| 20.           | "All the Lovers"                              |       |
| 21.           | "Celebration"                                 |       |
| 22.           | "Especially For You"                          |       |
| 23.           | "I Wish It Could Be Christmas Everyday"       |       |
| Durata totale | Durata totale                                 | 89:00 |